# Lê Văn Lan
Lê Văn Lan (sinh năm 1934, người Hà Nội) là phó chủ tịch Hội đồng khoa học Khu di tích lịch sử đền Hùng, một trong những người sáng lập Viện sử học Việt Nam, nhiều năm làm cố vấn lịch sử chương trình Đường lên đỉnh Olympia và SV 96 trên Đài truyền hình Việt Nam. Ông là người phụ trách chuyên mục giải đáp các vấn đề lịch sử của báo Khoa học và Đời sống số ra ngày thứ sáu, ở trang sáu, 55 năm làm cộng tác viên báo Thiếu niên tiền phong từ ngày thành lập.

## Tiểu sử

### Gia đình
Lê Văn Lan xuất thân trong một gia đình giàu có ở Hà Nội. Thời thanh niên, ông đã từng có xe hơi và biệt thự riêng. Ông thành lập ban nhạc Chu Văn An sau này trở thành ban nhạc guitar Hạ uy cầm nổi tiếng từng lên sóng của Đài Hà Nội lúc bấy giờ. Sau năm 1954, gia đình ông bị liệt vào giai cấp tư sản, thuộc diện phải cải tạo. Bố mẹ ông đã hiến trọn toàn bộ nhà cửa và gia tài cho chính quyền. Sau đó, ông theo đuổi chủ nghĩa Marx-Lenin, đi theo chính quyền và quyết tâm trọn đời cống hiến cho khoa học. Đến tuổi nghỉ hưu ông được hưởng mức lương hưu ngang với bậc lương thứ trưởng nhưng ông chọn cho mình lối sống bình dị giữa những người dân bình thường. Ông có 2 con là Lê Kim Cương và Lê Lưu Ly. Ông đang sống ở một căn phòng nhỏ rộng 6m² ở tầng 2, nhà số 1 đường Nguyễn Văn Tố, ngay cạnh chợ Hàng Da.

### Quá trình học tập
Thời học phổ thông lúc đầu Lê Văn Lan không để lại ấn tượng gì với thầy cô và bạn bè cùng lớp, thậm chí còn bị phê bình vì học kém, nhưng sau đó ông vươn lên đứng đầu lớp về các môn: Lịch sử, Sinh ngữ, Địa dư, Âm nhạc. Ở nhà Lê Văn Lan có hẳn một kho sách sử kinh điển mà bất cứ thầy dạy sử và người yêu sử nào cũng phải mơ ước. Những năm năm mươi, trong các trường học chưa dạy môn Triết, nhưng Lê Văn Lan lại rất yêu thích môn học có tính suy luận và đòi hỏi mạch tư duy này đến lạ kì. Ông tìm đọc rất nhiều bản gốc của các triết gia Lão Tử, Khổng Tử, Descartes, Hegel... rồi so sánh, thắc mắc và đánh giá. Chính những điều này đã dần hình thành nên "ông cố vấn" Lê Văn Lan của rất nhiều chương trình liên quan đến Lịch sử ngày hôm nay.
Hết cấp 3 tại trường THPT Nguyễn Trãi - Ba Đinh, Lê Văn Lan vào học khoá đầu tiên của khoa Lịch sử Đại học Tổng hợp Hà Nội, nay là Trường Đại học Khoa học Xã hội và Nhân văn, Đại học Quốc gia Hà Nội.
Năm 1959, Lê Văn Lan tốt nghiệp cử nhân cùng với Vũ Dương Ninh, Phan Đại Doãn, Trịnh Nhu (sau này là các giáo sư) và Lê Mậu Hãn, Phạm Thị Tâm, Nguyễn Thừa Hỷ (sau này là các phó giáo sư).
Năm 1960, ông công tác tại Ban cổ sử Viện Sử học Việt Nam; chuyên nghiên cứu về cổ sử, đặc biệt về thời đại Hùng Vương.

## Công trình khoa học
Hơn nửa thế kỷ (52 năm) chuyên nghiên cứu về lịch sử và văn hóa Việt Nam, tính đến năm 2009, giáo sư sử học Lê Văn Lan đã có một tài sản đáng kể với 20 đầu sách được in, 150 luận văn khoa học, huy chương, và khoảng 500 bài viết về lịch sử cho trẻ em.
Danh sách công trình khoa học:
1. Những dấu vết đầu tiên của thời đại đồng thau ở Việt Nam (Lê Văn Lan, Phạm Văn Kính, Nguyễn Linh - Nhà xuất bản Khoa học - 1963)[5]
2. Thời đại Hùng Vương (Văn Tân, Nguyễn Linh, Lê Văn Lan, Nguyễn Đổng Chi, Hoàng Hưng, Nhà xuất bản Khoa học xã hội Hà Nội, 1973).[6]
3. Về những hình người cầm vũ khí trên trống Đông Sơn (Trịnh Cao Tưởng, Lê Văn Lan - Tạp chí KCH số 14 - 1974).[7]
4. Rìu lưỡi xéo, một vũ khí độc đáo thời Hùng Vương (Trịnh Cao Tưởng, Lê Văn Lan - Tạp chí KCH số 19 - 1976).[7]
5. Ngọn giáo thời dựng nước (Trịnh Cao Tưởng, Lê Văn Lan - Tạp chí KCH số 2 - 1978).[7]
6. Tìm hiểu khoa học kỹ thuật lịch sử Việt Nam (Văn Tạo (chủ biên), Hoàng Bảo Châu, Ngô Văn Hòa, Nguyễn Hữu Hợp, Phạm Văn Kính, Lê Văn Lan - Nhà xuất bản Khoa học xã hội Hà Nội - 1979 - 434 trang - 19 cm)[8]
7. Sử học Việt Nam trên đường phát triển (Văn Tạo, Lê Văn Lan, Phan Huy Lê - Nhà xuất bản Khoa học xã hội Hà Nội - 1981 - 282 trang - 19 cm)[8]
8. Có một giai đoạn văn hoá Hoa Lư (Lê Văn Lan - được in trong Thế kỷ X - những vấn đề lịch sử - Nhà xuất bản Khoa học xã hội- 1984 - trang 287)[9]
9. Tìm trong di sản văn hoá Việt Nam Thăng Long - Hà Nội (ISBN 103772 - Lưu Minh Trị, Vũ Khiêu, Lê Văn Lan, Nguyễn Vinh Phúc, Phan Khanh - Nhà xuất bản Văn hoá thông tin - 2003 - 731 trang kích thước 16,5x24 - 1250 gram)[10][11]
10. Lịch sử Việt Nam - hỏi và đáp (Báo Khoa học & Đời sống - 2004)
11. Lão tướng Phạm Tu (2009)[12]
12. Lịch sử Thăng Long - Hà Nội (ISBN 137562 - Nguyễn Vinh Phúc (chủ biên), Lê Văn Lan, Nguyễn Minh Tường - Nhà xuất bản Thời đại - 2010 - 480 trang kích thước 16x24 cm - 580 gram)[13]

## Các câu nói nổi tiếng
Khi nói về sự chen lấn hỗn loạn tại lễ hội Đền Hùng vào năm 2016, ông nói:
"Dù ai đi ngược về xuôi/Nhớ ngày giỗ Tổ mùng 10 tháng 3", ai cũng nói là câu này có từ ngàn xưa. Nhưng không phải vậy, chắc chắn là nó chưa có đầy 100 năm. Và ngày mùng 10 bây giờ rất linh thiêng, cả nước được nghỉ, là ngày Quốc lễ. Nhưng thực ra, nó chỉ bắt đầu có từ năm 1917 thôi... không đáng để mà xô nhau, chịu tai nạn, khổ ải đến mức quá đông đúc như thế này."
Khi được phỏng vấn về tình trạng đạo đức, văn hóa của xã hội Việt Nam năm 2017, ông nói:
"Còn một lĩnh vực khác ấy là những ảnh hưởng của xã hội bên ngoài, đặc biệt là của phương Tây. Có những điều phương Tây, những người có lương tri đã từ chối, đã phê phán nhưng lại được ồ ạt đưa vào Việt Nam. Và như thế, từ chỗ này ta lại chạm đến một lĩnh vực lớn hơn rất nhiều, tức là bảo vệ tính dân tộc, văn hóa dân tộc. Bây giờ ta đang mất hẳn cái màng lọc trong việc hội nhập... thành ra cái tốt có, cái xấu nó cũng vào nhiều và đấy chính là một nguyên nhân quan trọng... Bây giờ nhiều cô ca sĩ xuất hiện trên sân khấu ăn mặc gần như trần truồng làm vài động tác dung tục hoàn toàn bắt chước, gọi là múa minh họa."
Trong bài phỏng vấn "Giáo sư sử học Lê Văn Lan - Người muôn năm cũ", ông nói:
"Một ngày làm việc chăm chỉ tối sẽ ngủ ngon giấc, một đời làm việc chăm chỉ, cái chết cũng đến nhẹ nhàng"

## Bình luận
- Phong thái giản dị, trí tuệ tuyệt vời, vốn hiểu biết vô cùng rộng lớn và được điểm thêm bởi một cách ăn nói dí dỏm...[17]
- GS Lê Văn Lan là một học giả uyên bác, nhiệt tình, cởi mở, có nhiều ý kiến sắc sảo[18][19]